# Ignace Antoine II Hayek
Ignace Antoine II Hayek (Aleppo, 14 september 1910 – Charfet (Libanon), 21 februari 2007) was een Syrisch geestelijke en een patriarch van de Syrisch-katholieke Kerk.
Antoine II Hayek werd geboren als Denys Antoun Hayek. Hij studeerde in Rome, waar hij op 10 juni 1933 priester werd gewijd. In 1936 promoveerde hij aan het Pauselijk Oriëntaal Instituut in Rome. Vervolgens bekleedde hij diverse lagere kerkelijke functies in Syrië.
Op 27 mei 1959 werd Hayek benoemd tot aartsbisschop van Aleppo. Zijn bisschopswijding vond plaats op 15 augustus 1959.
Na het overlijden van Ignace Gabriel I Tappouni werd Hayek op 10 maart 1968 door de bisschoppelijke synode van de kerk gekozen tot patriarch van Antiochië. Hayek voerde sindsdien de naam Ignace Antoine II. De keuze van de synode werd op 20 maart 1968 bevestigd door paus Paulus VI.
Ignace Antoine II ging op 23 juli 1998 met emeritaat. Hij overleed op 96-jarige leeftijd in het klooster van Charfet (Libanon).